# Egzorcysta
Egzorcysta – osoba sprawująca egzorcyzm, czyli liturgiczny obrzęd wypędzania złego ducha bądź demona, bądź też niszczenia jego wpływów.

## Kościół rzymskokatolicki

### Posługa egzorcysty
Początkowo, w czasach wczesnochrześcijańskich funkcja egzorcysty stanowiła charyzmat, i nie łączyła się z formalnym ustanowieniem. Z czasem stał się osobnym stanem, posługą (w dawnej teologii: święceniem niższym), a urząd ten powierzano przez wręczenie księgi z egzorcyzmami, albo innej księgi liturgicznej.
Za papieża Korneliusza Kościół Rzymu posiadał pięćdziesięciu dwóch egzorcystów, lektorów i ostiariuszy, ale urzędy te nie były jeszcze zhierarchizowane. Uszeregowanie tych posług według praktykowanej jeszcze gdzieniegdzie kolejności ich przyjmowania miało miejsce dopiero w wieku V. Z upływem czasu zanikła w Kościele praktyka udzielania posług na stałe, i stały się one wyłącznie stopniami na drodze do kapłaństwa. Tym samym zmalało znaczenie ustanowionych egzorcystów, a ich zadania przejęli kapłani.
15 sierpnia 1972 papież Paweł VI dokonał reformy posług w swoim motu proprio Ministeria Quaedam, ale nie zdecydował się na odnowę posługi egzorcysty. Posługi obowiązujące obecnie w całym Kościele łacińskim to wyłącznie lektorat oraz akolitat, a zadania egzorcysty wykonują wyłącznie wyznaczeni przez biskupa księża.

### Kapłani – egzorcyści
Obecnie egzorcystą nazywa się w Kościele katolickim wyłącznie biskupa albo mianowanego przez niego kapłana, który posiada specjalny mandat do sprawowania egzorcyzmu uroczystego (inaczej: wielkiego). W praktyce oznacza to pozwolenie na wypędzanie demonów z osób opętanych i modlitwę nad osobami duchowo i fizycznie udręczonymi przez duchy nieczyste.
Powaga tych sakramentaliów i charakter egzorcyzmu wymagają, by posługa egzorcystyczna nad opętanymi i zniewolonymi sprawowana była mocą specjalnego i wyraźnego zezwolenia miejscowego ordynariusza (zwykle biskupa diecezjalnego). Zezwolenia takiego udziela się na stałe lub doraźnie kapłanom odznaczającym się "pobożnością, wiedzą, roztropnością i nieskazitelnością życia, oraz specjalnie przygotowanym do tego zadania" (według zaleceń Komisji ds. Dyscypliny Sakramentów).
Egzorcysta w swojej posłudze kieruje się zaleceniami Rytuału Rzymskiego, zdobytą wiedzą i własnym doświadczeniem. Jednym z najbardziej znanych egzorcystów XX wieku był oficjalny egzorcysta Państwa Kościelnego Gabriele Amorth, który przeprowadził ok. 50 000 egzorcyzmów.
Kapłani nieposiadający zezwolenia biskupa, a także diakoni, mogą modlić się modlitwą o uwolnienie danej osoby, która jednak nie stanowi egzorcyzmu uroczystego i nie zawiera formuł komunikowania się ze złym duchem.

### Egzorcyści katoliccy w Polsce i na świecie
W Polsce pełni posługę ponad 100 mianowanych księży egzorcystów, a także wielu kapłanów oraz diakonów modlących się modlitwą o uwolnienie.
W każdej diecezji jest przynajmniej jeden mianowany egzorcysta, nie wliczając w to ordynariuszy miejsca. Informacje o miejscach sprawowania ich posługi można uzyskać telefonicznie poprzez lokalną kurię, a także w parafiach.
Trudno ocenić, ilu łącznie, na całym świecie jest mianowanych egzorcystów katolickich. Są państwa (Włochy, Polska), gdzie wszystkie lub większość diecezji ma swojego mianowanego egzorcystę; ale są też kraje, gdzie egzorcystów jest bardzo niewielu (Niemcy, Francja). Wg wielu katolików w ostatnich latach widocznie wzrasta zainteresowanie tematem egzorcyzmów oraz zapotrzebowanie na kapłanów-egzorcystów. Egzorcyści wskazują na wzrost zagrożeń duchowych (spirytyzm, satanizm, okultyzm itd.) oraz rosnącą świadomość wiernych co do możliwości działania szatana na człowieka. Na tę wiedzę wpływają m.in. filmy o egzorcyzmach, które bazowały na autentycznych zdarzeniach ("Egzorcyzmy Emily Rose", "Egzorcysta") oraz liczne książki (m.in. bestsellery ks. Gabriele Amortha, egzorcysty diecezji rzymskiej).

## Kościoły prawosławne
Kościoły prawosławne uznają istnienie demonów i szatana, którzy mogą działać i opętać ludzi na ziemi. W prawosławiu od samego początku istnieje posługa egzorcysty. Formuły egzorcyzmów należą do dziedziny disciplina arcani.

## Protestantyzm
Brak jest statystycznej wiedzy o egzorcystach protestanckich. Wielu duchownych z kościołów niekatolickich zauważa potrzebę egzorcyzmowania wiernych w niektórych przypadkach. Z drugiej strony w kościołach protestanckich brak jednolitego rytuału egzorcyzmowania, dlatego egzorcyzmy zwykle nie wychodzą poza modlitwę o uwolnienie (ograniczają się do tzw. egzorcyzmu prostego). Jedną z książek protestanckich z tej dziedziny, które ukazały się w Polsce, jest „Wierzę w klęskę szatana” Michaela Greena. Autor jest anglikaninem i pozytywnie wypowiada się o egzorcyzmie oraz o stosowaniu wody święconej jako pamiątce chrztu. W 2010 roku ukazała się książka krakowskiego religioznawcy opisująca w sposób naukowy zjawisko egzorcyzmowania w ruchu zielonoświątkowym (A. Migda, Egzorcyzm pentekostalny, Warszawa 2010).
W Kościele Anglii każdy biskup diecezjalny zobowiązany jest wyznaczyć co najmniej jedną osobę do sprawowania „posługi uwolnienia” (ang. Ministry of Deliverance). Celem posługi jest głównie uświadamianie osobom, które przeżywają doświadczenia uznawane za nadprzyrodzone, rzeczywistości pokonania zła przez Jezusa Chrystusa. Rzeczywiste opętania są uznawane za przypadki wyjątkowe, a egzorcyzmy przeprowadzane mogą być jedynie z pełnomocnictwem biskupa i po wcześniejszej fachowej pomocy psychiatrycznej.

## Egzorcyści świeccy, niezwiązani z Kościołami i wspólnotami religijnymi
Egzorcyści świeccy stanowią problem dla tradycyjnego, chrześcijańskiego rozumienia egzorcyzmu. Z jednej strony odwołują się do pojęć znanych w chrześcijaństwie (szatan, opętanie, egzorcyzmy), natomiast z drugiej strony stosują metody, które łamią przykazania biblijne (np. zakaz nekromancji). Część egzorcystów świeckich stanowią chrześcijanie próbujący przeprowadzać egzorcyzm uroczysty na własną rękę bez stosownej zgody biskupa. Niemniej jednak zdecydowaną większość świeckich praktyk egzorcystycznych należy zaszeregować do spirytyzmu lub okultyzmu. Mowa tu o takich czynnościach, jak „odprowadzanie duchów” czy komunikowanie się ze zmarłymi.